# Хруштин
Хруштин (слч. Hruštín) насељено је мјесто са административним статусом сеоске општине (слч. obec) у округу Наместово, у Жилинском крају, Словачка Република.

## Становништво
| Година:    | 1994. | 2004.   | 2014.   | 2024.   |
| ---------- | ----- | ------- | ------- | ------- |
| Број људи: | 3057  | 3215    | 3153    | 3184    |
| Разлика:   |       | +5,16 % | -1,92 % | +0,98 % |

| Година:    | 2023. | 2024.   |
| ---------- | ----- | ------- |
| Број људи: | 3190  | 3184    |
| Разлика:   |       | -0,18 % |

Према подацима о броју становника из 2023. године насеље је имало 3.190 становника.